# Gambarana
Gambarana é uma comuna italiana da região da Lombardia, província de Pavia, com cerca de 280 habitantes. Estende-se por uma área de 12 km², tendo uma densidade populacional de 23 hab/km². Faz fronteira com Bassignana (AL), Frascarolo, Isola Sant'Antonio (AL), Mede, Pieve del Cairo, Suardi.

## Demografia
| Variação demográfica do município entre 1861 e 2011                               |
|                                                                                   |
| Fonte: Istituto Nazionale di Statistica (ISTAT) - Elaboração gráfica da Wikipedia |